# Kurt Singhuber

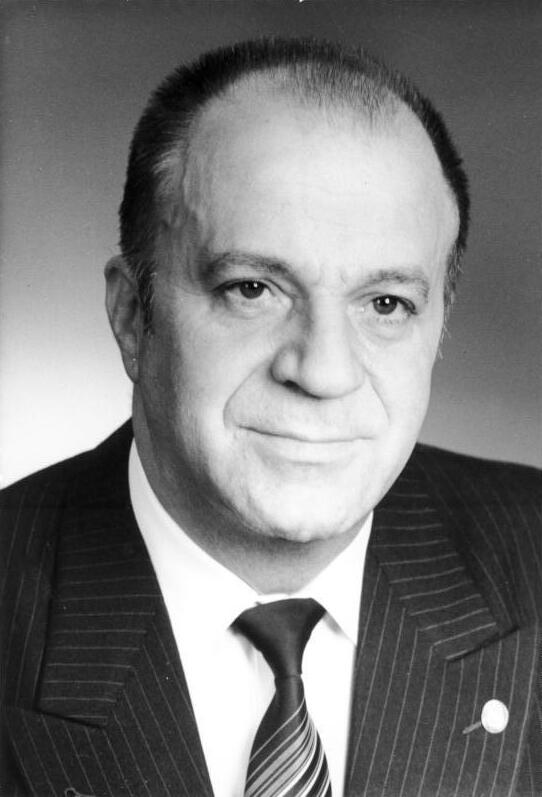
Kurt Singhuber (1986)

Kurt Singhuber (* 20. April 1932 in Wien; † 15. Oktober 2005 in Berlin) war ein deutscher Politiker (SED). Er war Minister für Erzbergbau, Metallurgie und Kali der DDR.

## Leben
Singhuber wurde als Sohn einer Arbeiterfamilie in Wien geboren. Nach seiner Geburt ging die Familie Singhuber in die Sowjetunion, wo sein Vater in der Flugzeugindustrie arbeitete.  Als die Singhubers  (nach dem Deutsch-Sowjetischen Nichtangriffsvertrag) Moskau verlassen mussten, wurden sie an der Grenze verhaftet, kamen in ein „Umerziehungslager“ und erhielten danach einen Wohnsitz in Halle (Saale) zugewiesen. Er besuchte von 1942 bis 1950 die Oberschule und legte das Abitur ab. 1945 wurde er Mitglied eines Antifa-Jugendausschusses und 1946 Mitglied der FDJ. 1949/1950 war er Vorsitzender der Ortsgruppe Wildau der FDJ. 1951 trat er der SED bei. Nach einer Facharbeiterausbildung als Maschinenbauer im VEB ABUS Wildau studierte er bis 1952 an der Technischen Hochschule Dresden und bis 1957 am Metallurgischen Institut in Dnepropetrowsk. Er schloss das Studium als Diplomingenieur ab.
Ab 1957 arbeitete er als Konstrukteur und war von 1959 bis 1961 Technischer Direktor im VEB Schwermaschinenbau „Heinrich Rau“ in Wildau. Er war ab 1958 Mitglied des Zentralen Arbeitskreises für Forschung und Technik „Walzwerkausrüstungen“ und ab 1963 für „Eisen“ des Forschungsrates der DDR. Nach einem Fernstudium an der Hochschule für Ökonomie Berlin mit Abschluss als Diplomökonom war Singhuber von 1961 bis 1964 Aspirant und Lehrbeauftragter an der Technischen Hochschule „Otto von Guericke“ Magdeburg. Von 1961 bis 1965 war er Technischer Direktor bzw. Werkdirektor des VEB Schwarzmetallurgieprojektierung Berlin. 1966/1967 war er stellvertretender Minister für Erzbergbau, Metallurgie und Kali. 1967 wurde er zum Dr.-Ing. promoviert. Ab 1967 war Singhuber zudem außerordentliches Mitglied des Forschungsrates der DDR und Leiter der DDR-Delegation bei der Ständigen Kommission Schwarzmetallurgie beim Rat für gegenseitige Wirtschaftshilfe.
Von Juli 1967 bis November 1989 war er Minister für Erzbergbau, Metallurgie und Kali der DDR. Von 1968 bis 1973 absolvierte er ein Fernstudium an der Parteihochschule „Karl Marx“ beim ZK der SED mit dem Abschluss als Diplomgesellschaftswissenschaftler. Von November 1989 bis April 1990 war er schließlich Minister für Schwerindustrie in der Regierung Modrow. Von 1978 bis 1990 war er Vizepräsident der Kammer der Technik.

## Auszeichnungen
- 1968: Orden „Banner der Arbeit“
- 1974: Vaterländischer Verdienstorden in Gold
- 1977: Ehrentitel „Verdienter Metallurge der Deutschen Demokratischen Republik“